# Mimallonidae
Mimallonidae es una familia de lepidópteros ditrisios, la única familia de la superfamilia Mimallonoidea.

## Géneros
- Aceclostria - Adalgisa - Aleyda - Alheita - Bedosia - Biterolfa - Cicinnus - Druentica - Eadmuna - Euphaneta - Gonogramma - Lacosoma - Lurama - Macessoga - Menevia - Mimallo - Naniteta - Pamea - Psychocampa - Ptochopsyche - Reinmara - Roelmana - Roelofa - Tarema - Tolypida - Trogoptera - Ulmara - Vanenga - Zaphanta[1]